# No Limits (bande dessinée)
Pour les articles homonymes, voir No Limits.
 (avril 2018).
No Limits est une bande dessinée de Derib publiée en 2000.

## Synopsis
Yann est un adolescent de 15 ans malmené par la vie, qui préfère le roller aux études. Ses difficultés  familiales le poussent à une attitude rebelle, il choisit le rejet des conventions sociales et la transgression des règles. 
Il faudra un véritable drame pour qu'il prenne conscience du danger de son attitude. Grâce à un stage de snowboard que lui offre son grand-père, il essayera d'oublier sa haine et d'apprendre le respect de soi et des autres.